# Аднан Октар
Аднан Октар (нар. 2 лютого 1956), також відомий як Аднан Ходжа або Харун Ях'я, — турецький культовий лідер, проповідник та памфлетист.

## Біографія
Аднан Октар народився в Анкарі в 1956 році у заможній родині. Під час навчання в середній школі він вивчав праці ісламських вчених, таких як Саїд Нурсі, та обширний тафсир (коментар Корану), який включає всебічну політичну та релігійну ідеологію.
У 1979 році Октар переїхав до Стамбула і вступив до Університету образотворчих мистецтв імені Мімара Сінана, щоб вивчати архітектуру. Саме тут, за словами Солберга, він повністю залучився до релігійної діяльності.
На початку 1980-х років Октар почав розповідати про іслам молодим студентам університету. З цих послідовників утворили групу між 1982 і 1984 роками, невдовзі після цього приєдналися новонавернені учні приватної середньої школи, які також походили із заможних середовищ. Октар виступав проти марксизму, комунізму та матеріалістичної філософії. Октар особисто вклав гроші в брошуру під назвою «Теорія еволюції», яка пропагувала псевдонаукові аргументи проти еволюції.
У 1986 році Октар вступив на філософський факультет Стамбульського університету і почав читати лекції, в яких прагнули брати участь багато студентів, переважно з сусіднього Університету Богазічі. ІПізніше того ж року він опублікував 550-сторінкову книгу під назвою «Іудаїзм і масонство».
Октара заарештували за сприяння теократичній революції та протримали під вартою протягом дев'ятнадцяти місяців, хоча офіційних звинувачень йому так і не висунули. Він провів десять місяців у психіатричній лікарні, де йому поставили діагноз шизофренія та обсесивно-компульсивний розлад особистості. У 1990 році Октар заснував Фонд наукових досліджень. BAV проводив конференції та семінари, на яких Октар звинувачував у політичних і соціальних проблемах дарвінізм і матеріалізм.

### Пізніша кар'єра
На Заході Октар був найбільш відомий тим, що в січні 2007 року несанкціоновано розіслав тисячі примірників своєї креаціоністської книги «Атлас творіння» до французьких шкіл і університетів. пізніше американським ученим, членам Конгресу, науковим музеям і школам.
До арешту Октар керував двома організаціями, в яких він також був почесним президентом: «Фонд наукових досліджень» і «Фонд для Захист національних цінностей».
В останні роки Октар проповідував «істинний іслам» на основі Корану на своєму телеканалі A9 TV . Організацію Октара зазвичай називають культом, а журнал Vice описав його як «найвідомішого лідера культу в Туреччині».

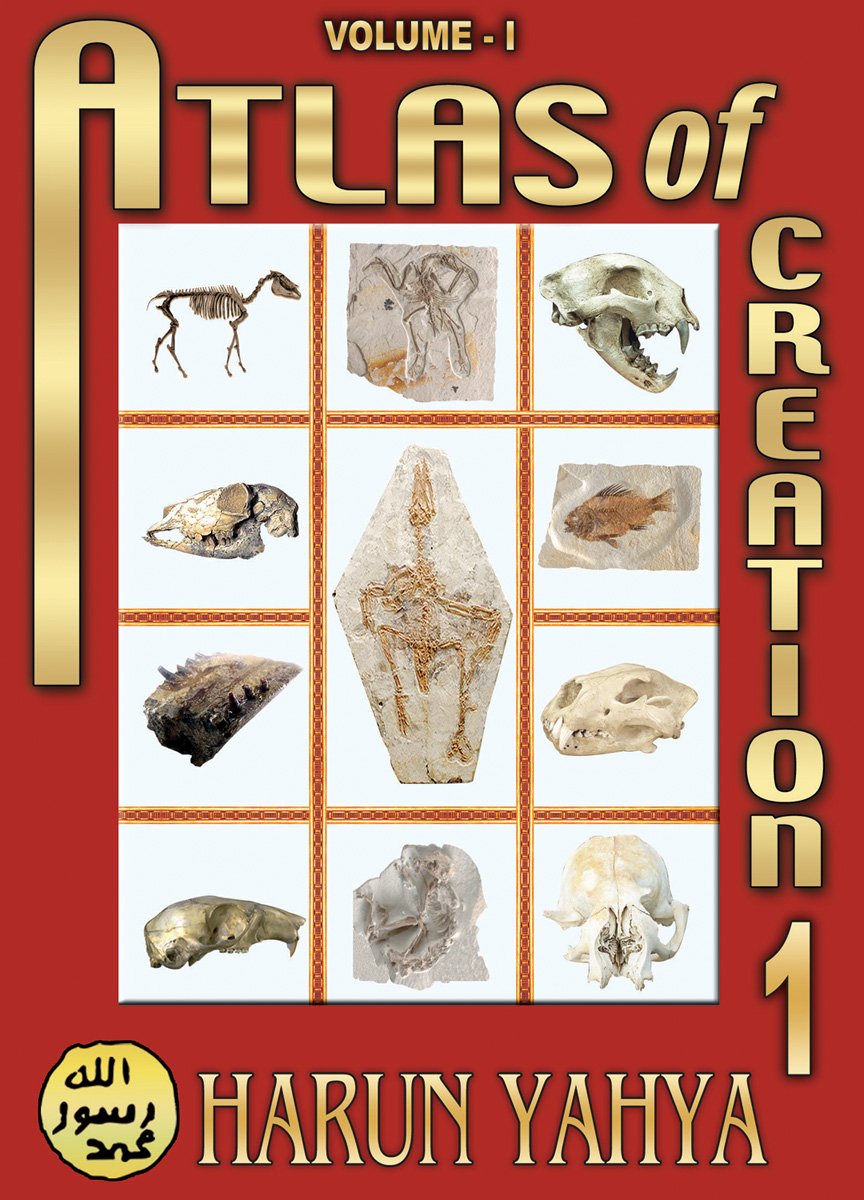
Обкладинка англійського видання тому 1 Атласу творіння (Global Publishing, Стамбул, 2006)

11 січня 2021 року Октара засудили до 1075 років ув'язнення після того, як його судили за звинуваченнями, включаючи створення злочинної організації, фінансове шахрайство та сексуальне насильство. Разом із тринадцятьма іншими затриманими у справі вироки склали 9803 роки. Згодом 17 листопада 2022 року в результаті повторного судового розгляду його засудили до 8658 років.
У 1998 році Oktar розповсюдив нову книгу The Evolution Deceit. Наступного року його заарештували та звинуватили у вимаганні та створенні злочинної організації. Його визнали винним і засудили до трьох років позбавлення волі, але вирок було оскаржено і в травні 2010 року скасовано.
У 2007 році він розіслав тисячі небажаних копій свого Атласу творіння, в якому пропагував іслам і креаціонізм, школам і коледжам.
Його телешоу дивиться багато в арабському світі.
У 2010 році Королівський центр ісламських стратегічних досліджень Йорданії вибрав Октара одним із п'ятдесяти найкращих 500 найвпливовіших мусульман світу за його поширення креаціонізму.
11 липня 2018 року відділ фінансових злочинів турецької поліції затримав Октара та понад 160 його спільників за звинуваченнями, включаючи створення злочинної організації, фінансове шахрайство та сексуальне насильство.
19 липня 2018 року Аднана Октара разом із 168 його спільниками залишили під вартою до суду. Крім того, після першого арешту Октара понад 45 осіб з шести країн, у тому числі двоє дітей, висунули йому звинувачення.
19 липня 2019 року високий суд Стамбула затвердив обвинувальний висновок проти Октара за звинуваченнями.
15 березня 2022 року апеляційний суд Туреччини скасував його вирок «через неповне обвинувачення та помилкову оцінку», і суд вимагав «повторного розгляду всіх підсудних». Після повторного суду його засудили до 8658 років ув'язнення. Октар написав численні книги під псевдонімом Харун Ях'я. «Гарун» відноситься до біблійного Аарона. Його публікації виступають проти еволюції. Вони стверджують, що еволюція заперечує існування Бога, скасовує моральні цінності та сприяє матеріалізму та комунізму.
Протягом багатьох років Октар спирався на праці молодих земних християн-креаціоністів, щоб розвинути свою аргументацію проти еволюції. Однак Октар не підтримує використання терміна «Розумний задум» через відсутність конкретної згадки про Бога.
На початку 1998 року BAV розпочав свою першу кампанію проти еволюції. Тисячі безкоштовних примірників книги Октара «Обман еволюції» і буклетів, заснованих на цій книзі, були розповсюджені по всій Туреччині.
Професор біології Кевін Падіан з Каліфорнійського університету в Берклі розкритикував думку про те, що таких скам'янілостей не існує, заявивши, що Октар «не має жодного уявлення про те, що ми знаємо про те, як речі змінюються з часом.
За словами Річарда Докінза, Октар „нічого не знає про зоологію, нічого не знає про біологію. Він нічого не знає про те, що намагається спростувати“.
11 січня 2021 року Октара засудили до 1075 років ув'язнення після того, як його судили за звинуваченнями, включаючи створення злочинної організації, фінансове шахрайство та сексуальне насильство. Разом із тринадцятьма іншими затриманими у справі вироки склали 9803 роки. Згодом 17 листопада 2022 року в результаті повторного судового розгляду його засудили до 8658 років.
У Франції вчені виступили проти книги, а в Америці вчені не вражені.

Генетик і письменник Адам Резерфорд пише, що книга стверджує, що доводить, що жоден живий на Землі вид не зазнав мутагенезу.
Сторінка 244 містить зображення ручейника з легендою, яка стверджує — як це робиться практично на кожній сторінці — що звір, про який йде мова, завжди існував у своїй нинішній формі, як це підтверджено скам'янілістю, дещо схожою на вигляд, отже, еволюція — дурниця. За винятком того, що це не ручейник, це рибальська приманка, чудово виготовлена майстром Гремом Оуеном, з чітко видимим гачком, що пронизує рукотворне черевце. Інші вишукані зразки робіт Оуена також містяться в Атласі.
Комітет з питань культури, науки та освіти Парламентської асамблеї Ради Європи написав у звіті, що „жоден з аргументів у цій роботі не ґрунтується на будь-яких наукових доказах, і книга більше нагадує примітивний теологічний трактат, ніж науковий“ спростування теорії еволюції».
У 2009 році Октар висловив свої нові погляди на євреїв власними словами: «Ненависть або злість до роду пророка Авраама абсолютно неприйнятні. Пророк Авраам — наш предок, а євреї — наші брати. Ми хочемо, щоб нащадки пророка Авраама жили якнайлегше, найприємніше і наймирніше. Ми хочемо, щоб вони були вільні виконувати свої релігійні обов'язки, жили, як вони хочуть, на землях своїх предків і часто згадували Аллаха в комфорті та безпеці».
21 березня 2011 року Oktar розпочав телевізійне мовлення на супутниковому каналі A9, який транслює як через Інтернет, так і через турецькі кабельні мережі. Канал є його «основною платформою» для трансляції його «унікального бренду телепроповідування», інтерв'ю, нічних лекцій, а також документальних фільмів, заснованих на його творах.
Його телевізійні програми привернули значну увагу як турецьких, так і міжнародних засобів масової інформації через їхню «дивність». Вони та Аднан Октар обговорюють іслам, скам'янілості, які нібито дискредитують еволюцію, і про самого Октара.
Октар захищав незвичайний зовнішній вигляд своїх співведучих в ісламських термінах («Жінка може носити головний убір, або покриватися повністю, або відкривати голову, або носити одяг з глибоким вирізом. Якщо вона каже: „Я мусульманка“, ніхто не має права її засуджувати».).
Журналістка Мехер Ахмад спробувала взяти інтерв'ю у жінок із групи Октара про фемінізм в ісламі, подорожуючи до Стамбула в 2015 році, щоб зняти відео для Vice Media. Але коли вона приїхала, її неодноразово загороджували та ставили до неї з підозрою, оскільки люди Октара не могли отримати «індивідуальне інтерв'ю чи групове інтерв'ю з жінками».
Октар проповідує, що «день суду, всупереч тому, що можна вважати, наближається зараз, а не в якомусь далекому майбутньому». Октар також наголосив на важливості в ісламі «ролі, яку має зіграти Ісус наприкінці світу», яка дозволяє йому «розвивати екуменічний імідж»

## Блокування інтернет сайтів
З 2007 року Oktar успішно домігся від уряду Туреччини блокування публічного доступу до кількох веб-сайтів. У квітні 2007 року Oktar подав позов про наклеп проти власників Ekşi Sözlük, віртуальної спільноти. Сайт було тимчасово призупинено. У серпні 2007 року Oktar добився від турецького суду блокування WordPress.com по всій Туреччині. Едіп Юксель, турецький письменник, який знав Октара у 1980-х роках, заблокував власний веб-сайт у Туреччині через скарги Октара. 19 вересня 2008 року турецький суд заборонив користувачам Інтернету в Туреччині переглядати офіційний сайт Річарда Докінза після того, як Октар заявив, що його вміст є наклепницьким, блюзнірським і образливим для релігії.
У вересні 2008 року скарга Октара призвела до заборони інтернет-сайту Профспілки працівників освіти і науки . У жовтні було заблоковано третій за величиною газетний сайт країни Ватан.